# Katedra św. Klary z Asyżu w Santa Clara
Katedra św. Klary z Asyżu w Santa Clara (hiszp. Catedral de Santa Clara de Asís) – rzymskokatolicka katedra w Santa Clara, jednego z miast Kuby. Jest siedzibą katolickiego biskupa Santa Clara i głównym kościołem diecezji Santa Clara. Obecnym biskupem diecezjalnym jest biskup Marcelo Arturo González Amador.

## Historia
Katedra św. Klary z Asyżu jest najważniejszym obiektem sakralnym w mieście Santa Clara. Jej budowa zakończona została w 1692 roku, jednak w 1923 roku w znacznej części uległa zniszczeniu. Większa część obecnego kształtu katedry zbudowana została w latach 40. XX wieku. Zbudowana jest w stylu neogotyckim, posiada dużą kolekcję ołowianych witraży. Większość marmuru w katedrze stanowi marmur "Pilon", z którego wykonana jest także chrzcielnica (dlatego ochrzczeni w tym kościele często zwani są "pilongos"). Na szczycie fasady katedry, nad wejściem głównym, umieszczony jest posąg Jezusa Chrystusa, trzymającego w rękach monstrancję, która wykonana jest z czystego złota.
Jednak najbardziej imponującym dziełem jest posąg przedstawiający Najświętszą Maryję Pannę, zwany lokalnie "la Virgen del Camino" (Dziewica Podróżujących). Posąg ten, na początku rewolucji kubańskiej znajdował się na początku drogi prowadzącej z miasta Santa Clara w kierunku Hawany by, jak wierzono, błogosławić turystów przyjeżdżających lub wyjeżdżających z miasta. Po rewolucji posąg został rozebrany i zaginął na ponad trzy dekady. Ostatecznie został ponownie odkryty w 1995 roku w jednym z rowów w okolicach miasta, po czym został oczyszczony. Po odnalezieniu go, wśród mieszkańców Santa Clara wywiązał się spór dotyczący nowej lokalizacji figury Matki Bożej; część mieszkańców chciała, by umieścić ją w muzeum, druga zaś część była zdania, iż figura powinna znajdować się w kościele. Ostatecznie figura została umieszczona w kościele, który obecnie jest katedrą diecezji Santa Clara.

## Lokalizacja
Katedra św. Klary z Asyżu zlokalizowana jest przy ulicy Marta Abreu, jednej z głównych arterii miasta, znajdującej się zaledwie dwie przecznice od Parque Vidal, obok centrum kultury "El Mejunje".

## Galeria

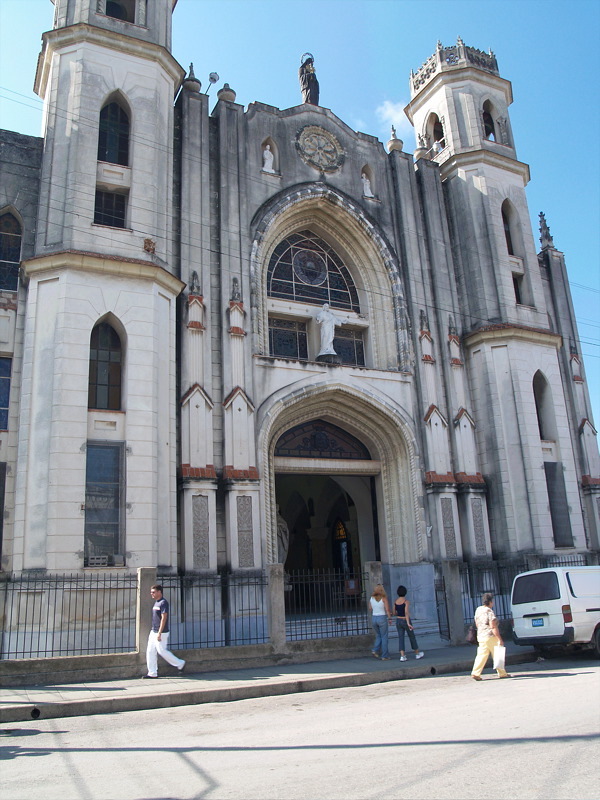
Katedra św. Klary z Asyżu w 1997 roku.
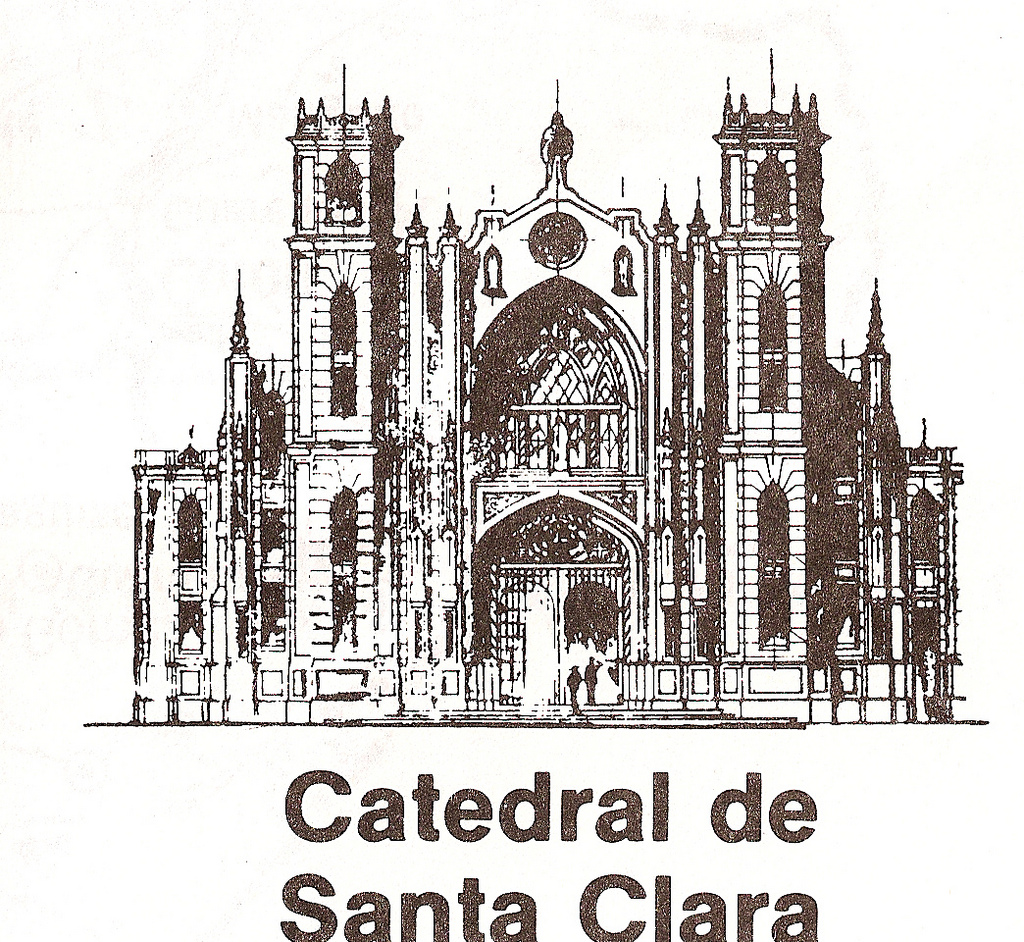
Rysunek katedry św. Klary z Asyżu opublikowany w 1933 roku.
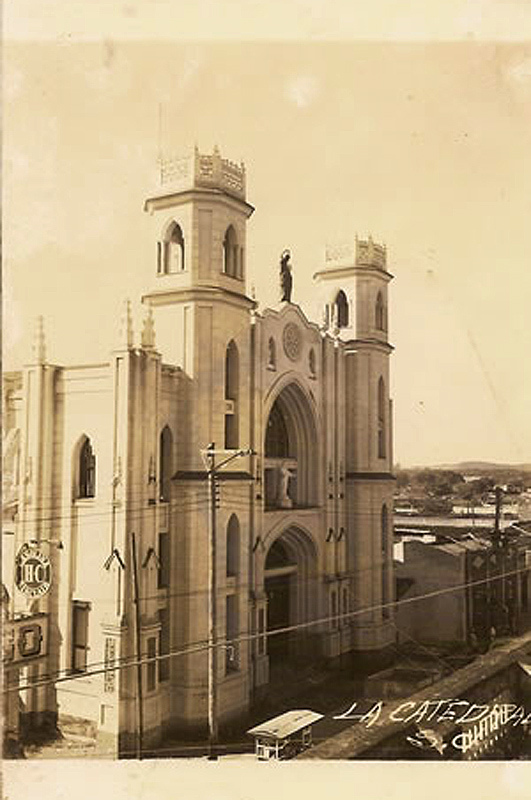
Historyczne zdjęcie katedry św. Klary z Asyżu z lat 50. XX wieku.
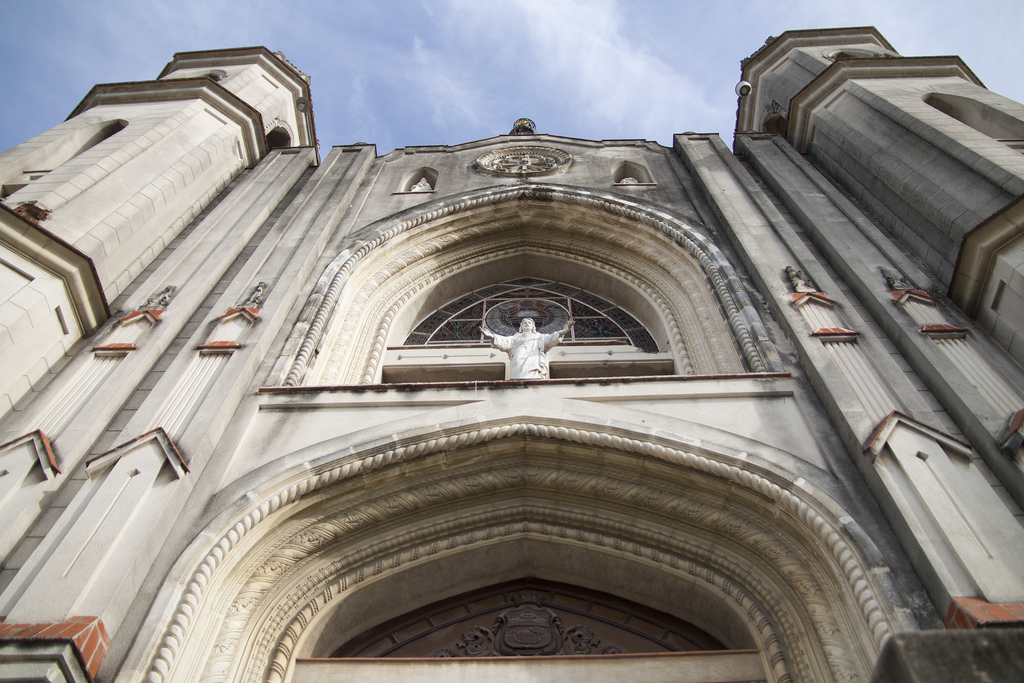
Fasada katedry św. Klary z Asyżu.
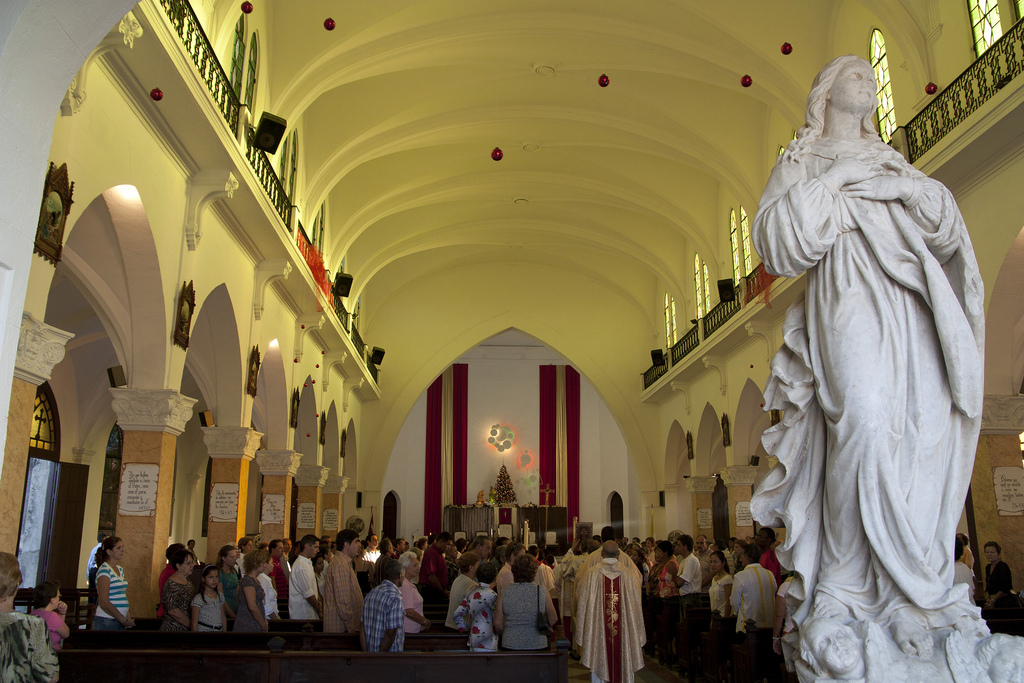
Wnętrze katedry św. Klary z Asyżu.
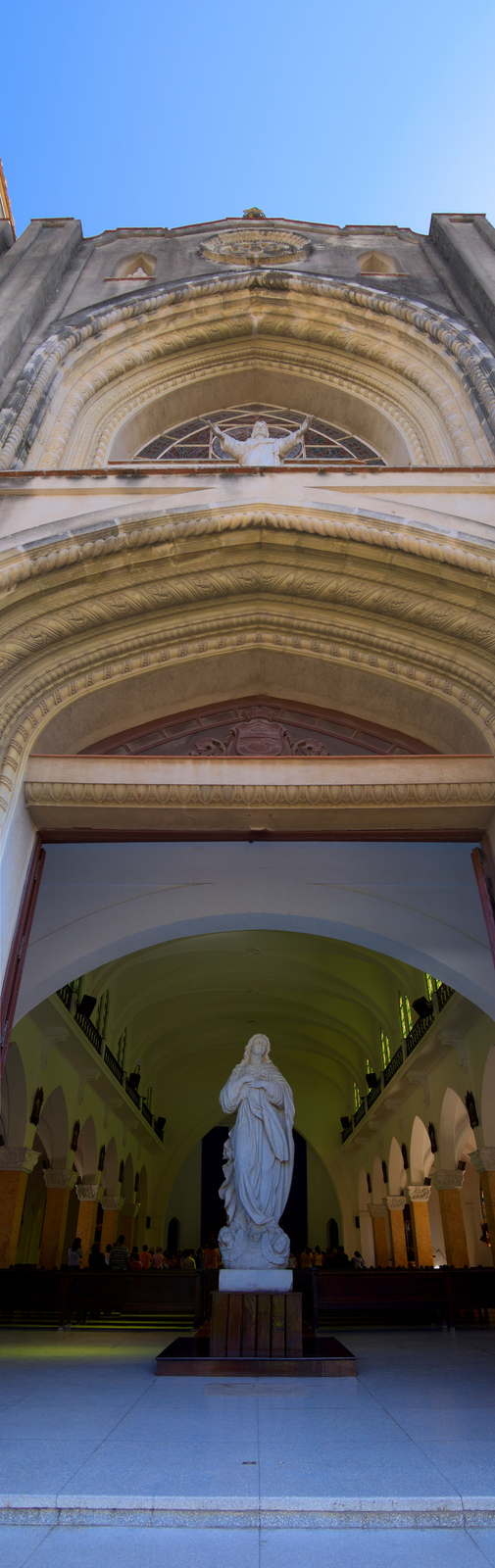
Wertykalna panorama fasady katedry św. Klary z Asyżu.
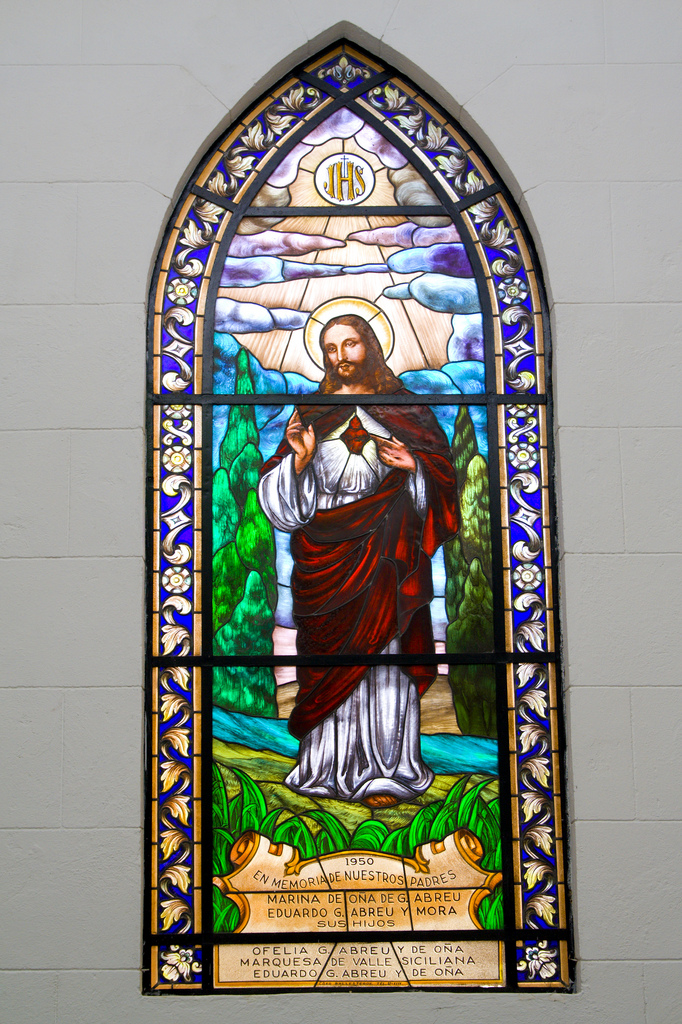
Jeden z witraży znajdujących się wewnątrz katedry św. Klary z Asyżu, przedstawiąjący Najświętsze Serce Pana Jezusa, wykonany w 1950 roku.